# ورنگوبک
ورنگوبک (به فرانسوی: Varenguebec) یک کمون در فرانسه است که در Canton of La Haye-du-Puits واقع شده‌است.

## خصوصیات
ورنگوبک ۲۱٫۱۹ کیلومترمربع مساحت و ۳۳۰ نفر جمعیت دارد و ۷۰ متر بالاتر از سطح دریا واقع شده‌است.